# Makedón-dinasztia

A Bizánci Birodalom kiterjedése II. Baszileiosz halálakor (1025)

A Makedón-dinasztia az Amoritákat követően került hatalomra Bizáncban, tagjai 867 és 1056 között uralkodtak. A dinasztia nevét alapítója, I. Baszileiosz szülőhelyéről, Makedóniáról kapta. Ezt az időszakot nevezik Bizánc második aranykorának, mivel a birodalom ebben az időszakban jelentős politikai és katonai sikereket ért el és virágzott a kultúra.
A dinasztia uralkodása III. (Részeges) Mikhaél meggyilkolása után kezdődött el. Az elkövetkező évtizedekben a császárok számos katonai győzelmet arattak a muszlimok ellen, visszafoglalták Edesszát, Krétát, Ciprust és Antiochiát, valamint Szíria északnyugati részét délen a tengerparton Tartúszig, a szárazföld belsejében pedig Apameiáig és Sajzarig. Hódításaikkal párhuzamosan a megcsonkított Aleppói Emírséget vazallusállammá tették, és védelmében több háborút vívtak az Egyiptomot és Szíria zömét egyesítő Fátimida Kalifátussal, ami kettős függésbe hozta Aleppót. Dél-Itáliában megszervezték Calabriában és Langobardiában a bizánci közigazgatást. I. Simeon bolgár cár unokája, II. Borisz uralkodása idején visszaszerezték a Balkán nagyobb részét, Sámuel idején pedig teljesen legyőzték a birodalmat régóta fenyegető Bolgár Cárságot.

## Tagjai

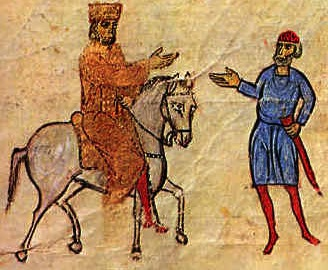
I. Baszileiosz ábrázolása Ióannész Szkülitzész krónikájában

- I. Baszileiosz (811–886, ur. 867–886) örmény származású lovászfiúból III. Mikhaél társcsászára lett, majd meggyilkoltatása után egyeduralkodó; vadászbalesetben hunyt el
- VI. (Bölcs) León (866–912, ur. 886–912) anyja Eudokia Ingerina Mikhaél varég szeretője és Baszileiosz felesége volt; valószínű, hogy Mikhaél fia volt
- III. Alexandrosz (870–913, ur. 912–913), León öccse
- VII. (Bíborbanszületett) Kónsztantinosz (905–959, ur. 913–959) León fia, aki helyett sokáig apósa, a későbbi I. Rómanosz vezette az államügyeket
- I. Rómanosz (870–948, ur. 919–944) saját dinasztiát próbált alapítani, fiai megbuktatták és kolostorba volt kénytelen vonulni
- II. Rómanosz (938–963, ur. 959–963) Kónsztantinosz fia, nem foglalkozott államügyekkel, azokat Jószéphosz Bringasz eunuchra bízta
- II. Niképhorosz Phókasz (912–969, ur. 963–969) Rómanosz özvegyének második férje, sikeres hadvezér; felesége gyilkoltatta meg
- I. Jóannész Tzimiszkész (925–976, ur. 969–976) Rómanosz sógora, sikeres hadvezér, Niképhorosz feleségének szeretője, Baszileiosz régense
- II. (Bolgárölő) Baszileiosz (958–1025, ur. 976–1025) Rómanosz fia, a birodalom az ő uralma alatt ért el hatalma csúcsát, azonban gyermektelenül halt meg
- VIII. Kónsztantinosz (960–1028, ur. 1025–1028) Baszileiosz öccse, helyette eunuchok és kegyencek irányítottak
- Zoé (978–1050, ur. 1028–1050) Kónsztantinosz lánya
- III. Rómanosz (968–1034, ur. 1028–1034) Zoé első férje, a nagybirtokosok támogatásával gyengítette meg az államot, felesége megmérgeztette
- IV. (Paphlagoniai) Mikhaél (1010–1041, ur. 1034–1041) paphlagoniai parasztfiúból lett Zoé szeretője, majd második férje, sikeres hadvezérnek bizonyult
- V. Mikhaél Kalaphatész (1015–1042 Argürosz, ur. 1041–1042) IV. Mikhaél unokaöccse, Zoé adoptált fia; mikor nevelőanyját kolostorba záratta, a nemesség összefogott ellene, megvakíttatták, kasztrálták és kolostorba záratták
- IX. Kónsztantinosz Monomakhosz (1000–1055, ur. 1042–1055) Zoé harmadik férje
- Theodóra (980–1056, ur. 1042, 1055–1056) Zoé testvére, gyermektelenül halt meg, a trónon Mikhaél Bringasz követte